# Puerto Santander

Bandeira de Puerto Santander

Puerto Santander é uma cidade da Colômbia, no departamento de Amazonas. Faz parte da zona rural da área metropolitana de Cúcuta, e se localiza na fronteira com a Venezuela. Sua área é de 1.176 quilômetros quadrados e sua população é formada por 16.360 habitantes, segundo o censo de 2005.